# قارچ‌شناسی

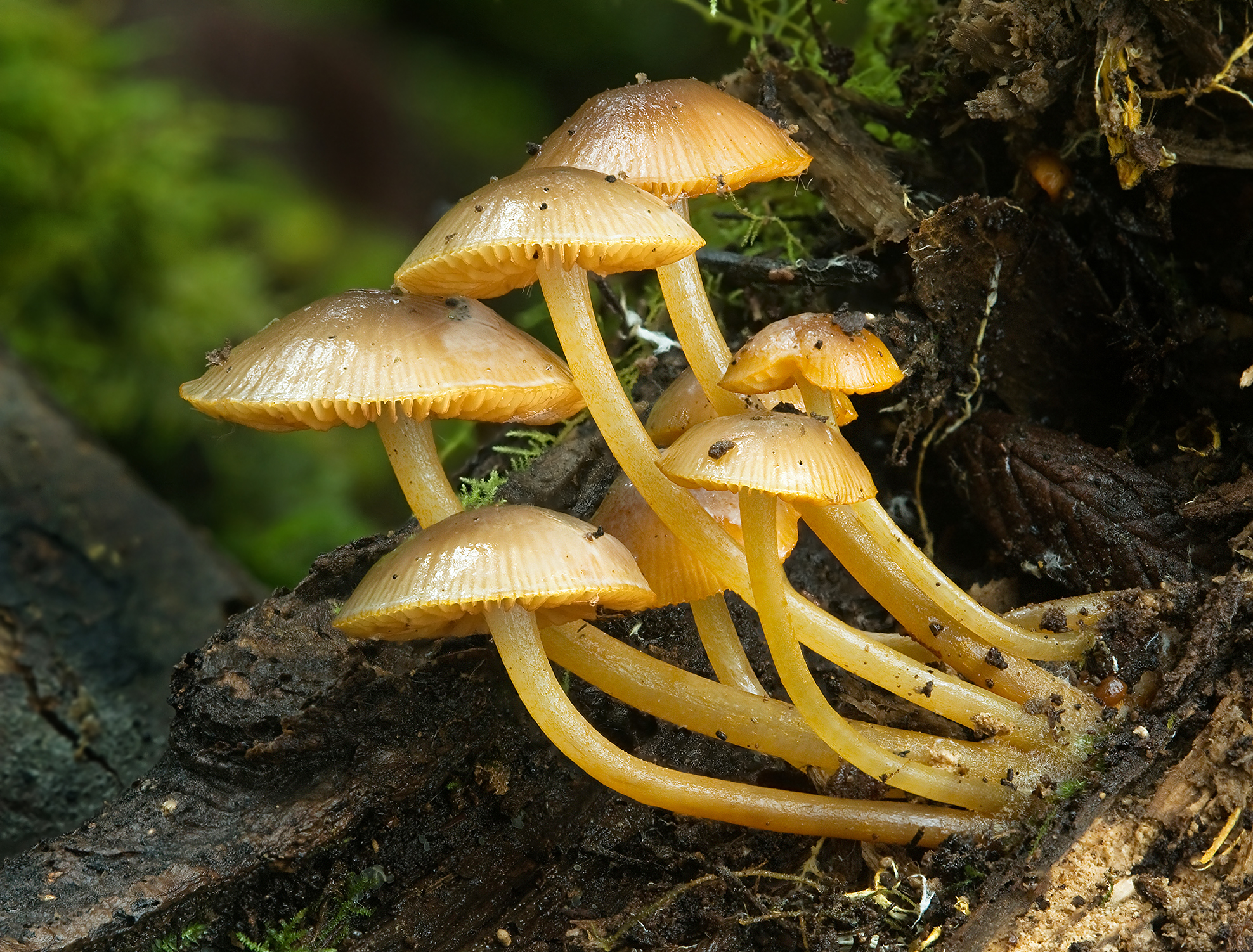
قارچ چتری به عنوان نوعی اندام تولیدمثلی در نظر گرفته می‌شود.

قارچ‌شناسی یا میکولوژی (به فرانسوی: Mycologie) شاخه‌ای از زیست‌شناسی است که به مطالعه قارچ‌ها می‌پردازد. مطالعه آن شامل این موارد است: خواص ژنتیکی، بیوشیمیایی، آرایه‌شناسی، اتنومیکولوژی (استفاده از آن‌ها برای مصرف انسانی)، به عنوان منبعی برای آتش‌زنه، همچنین خطراتشان چون سمیت یا عفونت قارچی.
زیست‌شناس با گرایش تخصصی در میکولوژی را میکولوژیست یا قارچ‌شناس می‌نامند.
شاخه‌ای از قارچ‌شناسی، فیتوپاتولوژی (گیاه‌پزشکی) است، که به مطالعه بیماری‌های گیاهی می‌پردازد، این دو شاخه (قارچ‌شناسی و گیاه‌پزشکی) با یکدیگر ارتباط نزدیکی دارند، چرا که عمده بیماری‌های گیاهی ناشی از قارچ‌هاست.